# Emilia crepidioides
Emilia crepidioides là một loài thực vật có hoa trong họ Cúc. Loài này được Garab. mô tả khoa học đầu tiên năm 1924.